# Frank Holmes
Frank Holmes (eigentlich Francis LeRoy Holmes; * 23. Januar 1885 in Wilmington, North Carolina; † 14. Februar 1980 in Sherman Oaks) war ein US-amerikanischer Hoch- und Weitspringer.
Bei den Olympischen Spielen 1908 in London wurde er Vierter im Standhochsprung und Sechster im Standweitsprung.